# VIVA World Cup

эмблема турнира

VIVA World Cup — международный футбольный турнир, организованный организацией Nouvelle Fédération Board, для команд зарегистрированных в ней. Проходит с периодичностью раз в 1—2 года. В ноябре 2006 года во французской Окситании прошёл первый турнир. Первый Кубок мира выиграла сборная Лапландии, победив в финале сборную Монако со счетом 21:1. Следующий турнир состоялся 7—13 июля 2008 года в Лапландии (в её шведской части). В нём приняли участие 5 команд. В итоге в финале у команды Ассирии выиграла Падания — 2:0. В 2009 году Кубок мира проходил в Падании. Сборная хозяев одержала победу над Иракским Курдистаном со счетом 2:0. Однако Кубок мира 2010 прошел в Гоцо, сборная которого заняла последнее место в 2009 году. А в Иракском Курдистане с 4 июня по 9 июня прошёл Кубок мира 2012.
С 2014 года фактически заменён Чемпионатом мира, проводимым под эгидой новой организации — ConIFA.

## Турниры
| 2006 | Окситания          | Лапландия          | 21—1 | Монако                              | Окситания |               | Южный Камерун             |
| 2008 | Лапландия          | Падания            | 2—0  | Ассирия                             | Лапландия | 3—1           | Иракский Курдистан        |
| 2009 | Падания            | Падания            | 2—0  | Иракский Курдистан                  | Лапландия | 4—4 (5—4 пен) | Прованс                   |
| 2010 | Гоцо               | Падания            | 1—0  | Иракский Курдистан                  | Окситания | 2—0           | Королевство Обеих Сицилий |
| 2012 | Иракский Курдистан | Иракский Курдистан | 2—1  | Турецкая Республика Северного Кипра | Занзибар  | 7—2           | Прованс                   |